# Epilobium insulare
Epilobium insulare är en dunörtsväxtart som beskrevs av Heinrich Carl Haussknecht. Epilobium insulare ingår i släktet dunörter, och familjen dunörtsväxter. Inga underarter finns listade i Catalogue of Life.